# Llibre Vermell de Montserrat

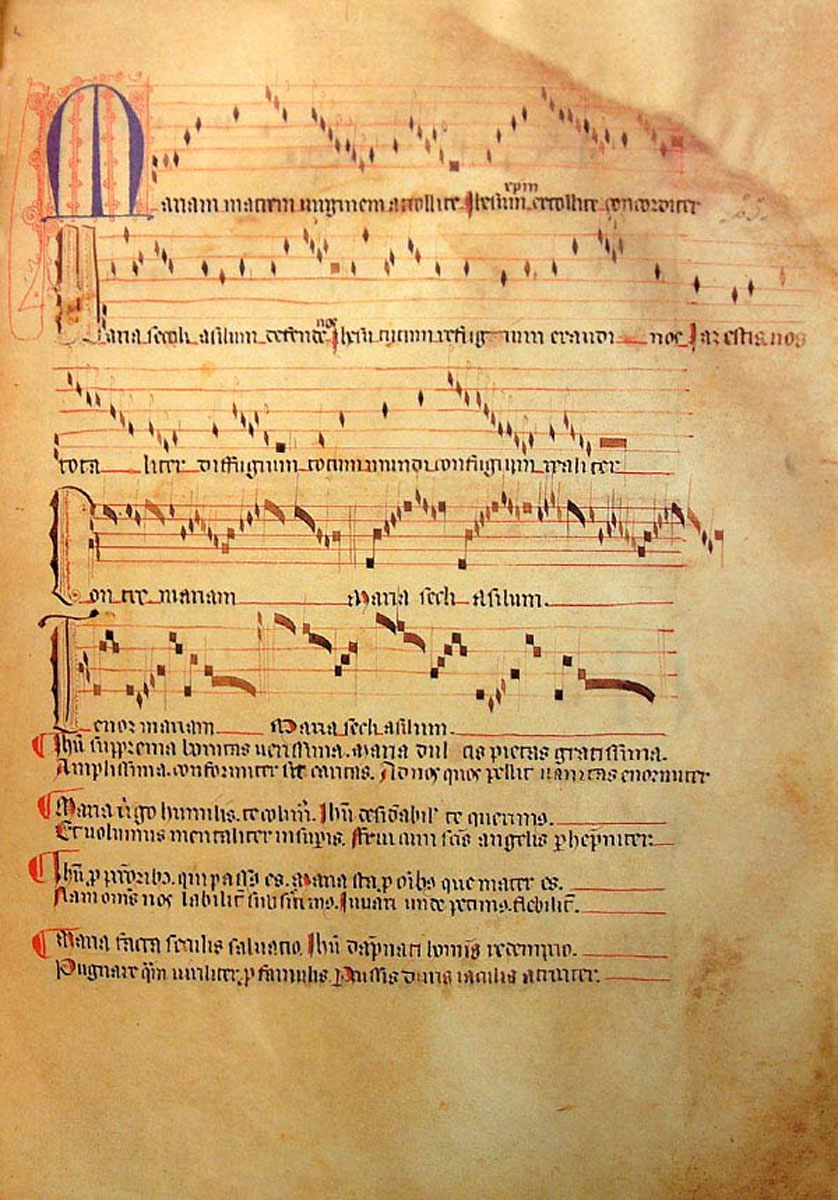
Una pagina del Llibre Vermell de Montserrat con il canto Mariam matrem virginem.

Il Llibre Vermell de Montserrat (in italiano, il libro rosso di Montserrat) è un manoscritto conservato presso il monastero di Montserrat, vicino a Barcellona. Contiene una collezione di canti medievali e altro contenuto liturgico, risalente alla fine del Medioevo.

## Il manoscritto
Il manoscritto fu copiato verso la fine del XIV secolo. Inizialmente conteneva 172 fogli scritti sulle due facciate. Se ne sono perduti 35: dei 137 restanti, solo sette (fra il 21 e il 27) contengono musica. Perciò, a conti fatti, non si supera la dozzina di pagine di musica.
Il nome (il libro rosso di Montserrat) deriva dal colore delle copertine con cui fu rilegato nel XIX secolo.
Il Monastero di Montserrat, che conteneva il patrimonio musicale del Medioevo, venne saccheggiato dalle truppe napoleoniche. Il Llibre Vermell è l'unico testo che si salvó dalle fiamme appiccate dai soldati.

## La musica
Il proposito della collezione era di intrattenere con canti e danze i pellegrini che si dirigevano al Monastero di Montserrat - che era una delle più frequentate mete di pellegrinaggi allorché il manoscritto fu compilato - e che si rifugiavano in chiesa durante la notte e nelle piazze circostanti durante il giorno, come è spiegato nel foglio 22:
Quia interdum peregrini quando vigilant in ecclesia Beate Marie de Monte Serrato volunt cantare et trepudiare, et etiam in platea de die, et ibi non debeant nisi honestas ac devotas cantilenas cantare, idcirco superius et inferius alique sunt scripte. Et de hoc uti debent honeste et parce, ne perturbent perseverantes in orationibus et devotis contemplationibus.
I canti - tutti anonimi - sono in catalano, occitano e latino. Come detto, la collezione fu redatta sul finire del XIV secolo, ma ci sono ottime ragioni per ritenere che la musica sia anteriore a quella data. Per esempio, il mottetto  Imperayritz de la ciutat joyosa prevede un testo diverso per ciascuna delle voci: detto stile compositivo era anteriore al XIV secolo.
I pezzi della collezione a noi pervenuti sono dieci:
- tre canoni
- due composizioni polifoniche
- cinque danze.

Di seguito, riportiamo i testi.
- O virgo splendens (fol. 21v-22) (canon a 3)

Antiphona dulcis armonia dulcissime virginis Marie de Monteserrato. Caça de duobus vel tribus:
O Virgo splendens hic in monte celso Miraculis serrato fulgentibus ubique quem fideles conscendunt universi.
Eya pietatis occulo placato cerne ligatos fune peccatorum ne infernorum ictibus graventur sed cum beatis tua prece vocentur.
- Stella splendens (fol. 22r) (danza)

Sequitur alia cantilena ad trepudium rotundum:
Stella splendens in monte ut solis radium miraculis serrato exaudi populum.
Concurrunt universi gaudentes populi
divites et egeni grandes et parvuli
ipsum ingrediuntur ut cernunt oculi
et inde revertuntur gracijis repleti.
Principes et magnates extirpe regia
saeculi potestates obtenta venia
peccaminum proclamant tundentes pectora
poplite flexo clamant hic: Ave Maria.
Prelati et barones comites incliti
religiosi omnes atque presbyteri
milites mercatores cives marinari
burgenses piscatores praemiantur ibi.
Rustici aratores nec non notarii
advocati scultores cuncti ligni fabri
sartores et sutores nec non lanifici
artifices et omnes gratulantur ibi.
Reginae comitissae illustres dominae
potentes et ancillae juvenes parvulae
virgines et antiquae pariter viduae
conscendunt et hunc montem et religiosae.
Coetus hic aggregantur hic ut exhibeant
vota regratiantur ut ipsa et reddant
aulam istam ditantes hoc cuncti videant
jocalibus ornantes soluti redeant.
Cuncti ergo precantes sexus utriusque
mentes nostras mundantes oremus devote
virginem gloriosam matrem clementiae
in coelis gratiosam sentiamus vere.
- Laudemus Virginem (fol. 23) (canon a 3)

Caça de duobus vel tribus:
Laudemus virginem mater est et ejus filius Ihesus est. Plangemus scelera acriter Sperantes in Ihesum jugiter.
- Mariam, matrem virginem, attolite (fol. 25r) (canción polifónica)

Mariam Matrem Virginem attolite Ihesum Christum extollite concorditer.
Maria seculi asilum defende nos. Ihesu tutum refugium exaudi nos.
Iam estis nos totaliter diffugium totum mundi confugium realiter.
Ihesu suprema bonitas verissima. Maria dulcis pietas gratissima.
Amplissima conformiter sit caritas ad nos quos pellit vanitas enormiter.
Maria facta saeculis salvatio. Ihesu damnati hominis redemptio.
Pugnare quem viriliter per famulis percussus duris iaculis atrociter. 
- Polorum Regina (fol. 24v) (danza)

A ball redon:
Polorum regina omnium nostra. Stella matutina dele scelera.
Ante partum virgo Deo gravida Semper permansisti inviolata.
Et in partu virgo Deo fecunda Semper permansisti inviolata.
Et post partum virgo mater enixa Semper permansisti inviolata. 
- Cuncti simus concanentes (fol. 24) (danza)

A ball redon:
Cuncti simus concanentes Ave Maria.
Virgo sola existente en affuit angelus Gabriel est appellatus atque missus celitus.
Clara facieque dixit: Ave Maria. Clara facieque dixit: audite karissimi.
En concipies Maria Pariesque filium audite karissimi Vocabis eum Ihesum.
- Splendens ceptigera (fol. 23) (canon a 3)

Caça de duobus vel tribus:
Splendens ceptigera Nostris sis advocata Virgo puerpera. Tundentes pectora Crimina confitentes Simus altissimo.
- Los set gotxs (fol. 23v) (danza)

Ballada dels goytxs de Nostre Dona en vulgar cathallan a ball redon:
Los set gotxs recomptarem et devotament xantant
humilment saludarem la dolça verge Maria.
Ave Maria gracia plena Dominus tecum Virgo serena.
Verge fos anans del part pura e sans falliment
en lo part e prés lo part sens negun corrumpiment.
Lo Fill de Déus Verge pia de vós nasque verament.
Verge tres reys d'Orient cavalcant amb gran corage
al l'estrella precedent vengren al vostré bitage.
Offerint vos de gradatge Aur et mirre et encenç.
Verge estant dolorosa per la mort del Fill molt car
romangues tota joyosa can lo vis resuscitar.
A vos madre piadosa prima se volch demostrar.
Verge lo quint alegratge que'n agues del fill molt car
estant al munt d'olivatge Al cell l'on vehes puyar.
On aurem tots alegratge Si per nos vos plau pregar.
Verge quan foren complitz los dies de pentecosta
Ab vos eren aunits los apostols et de costa.
Sobre tots sens nuylla costa devallà l'espirit sant.
Verge'l derrer alegratge que'n agues en aquest mon
vostre Fill ab coratge vos munta al cel pregon.
On sots tots temps coronada regina perpetual.
- Imperayritz de la ciutat joyosa / Verges ses par misericordiosa (fol. 25v) (canción polifónica)

Imperayntz de la ciudad joyosa
de paradis ab tot gaug eternal
neta de crims de virtutz habundosa
mayres de Dieu per obra divinal
verges plasen ab fas angelical
axi com sotz a Dieu molt graciosa
placaus estar als fizels piadosa
preyan per lor al rey celestial.
Rosa flagran de vera benenanca
fons de merce jamays no defallen
palays d'onor on se fech l'alianca
de deu e d'hom per nostre salvamen
e fo ver Dieus es hom perfetamen
ses defallir en alcuna substanca
e segons hom mori senes dubtanca
e com ver Dieus levech del monimen.
Flor de les flor dolca clement et pia
l'angel de Dieu vesem tot corrocat
e par que Dieus lamandat qu'ens alcia
don el es prest ab l'estoch affilat.
Donchos placa vos que'l sia comandat
qu'estoyg l'estoch e que remes nos sia
tot fallimen tro en lo presen dia
ens done gaug e patz e sanitat.
- Ad mortem festinamus (fol. 26v) (danza)

Ad mortem festinamus peccare desistamus.
Scribere proposui de contemptu mundano ut degentes seculi non mulcentur in vano.
Iam est hora surgere a sompno mortis pravo.
Vita brevis breviter in brevi finietur mors venit velociter quae neminem veretur.
Omnia mors perimit et nulli miseretur.
Ni conversus fueris et sicut puer factus et vitam mutaveris in meliores actus
intrare non poteris regnum Dei beatus.
Tuba cum sonuerit dies erit extrema et iudex advenerit vocabit sempiterna
electos in patria prescitos ad inferna.
Quam felices fuerint qui cum Christo regnabunt facie ad faciem sic eum adspectabunt
Sanctus Dominus Sabaoth conclamabunt.
Et quam tristes fuerint qui eterne peribunt pene non deficient nec propter has obibunt.
Heu heu miseri numquam inde exibunt.
Cuncti reges seculi et in mundo magnates advertant et clerici omnesque potestates
fiant velut parvuli dimitant vanitates.
Heu fratres karissimi si digne contemplemus passionem Domini amara et si flemus
ut pupillam oculi servabit ne peccemus.
Alma Virgo virginum in celis coronata apud tuum filium sis nobis advocata
Et post hoc exilium occurens mediata.
Vila cadaver eris cur non peccare vereris.
Cur intumescere quearis. Ut quid peccuniam quearis. Quid vestes pomposas geris.
Ut quid honores quearis. Cur non paenitens confiteris. Contra proximum non laeteris.
Sono da ricordare altri due pezzi, con la stessa musica di due dei precedenti:
- Plangamus scelera, con la stessa melodía di Laudemus virginem
- Tundentes pectora, con la stessa melodía di Splendens ceptigera

## Discografia
- 1978 — Llibre Vermell de Montserrat, siglo XIV. Hesperion XX, Jordi Savall, dir. EMI Reflexe 45 641.
- 1992 — Llibre Vermell, pilgrim songs & dances. New London Consort, Philip Pickett, dir. L'Oiseau Lyre 433 186
- 1993 — Llibre Vermell. Ensemble Anonymus, Claude Bernatchez. Analekta 28001
- 1998 — Secular music c.1300. Studio der frühen Musik, Thomas Binkley, dir. Teldec 3984-21709-2
- 1998 — The Black Madonna: Pilgrim Songs from the Monastery of Montserrat (1400-1420). Ensemble Unicorn, Michael Posch. Naxos 8.554256.
- 2001 — Llibre Vermell de Montserrat. Ensemble Micrologus. Discant 1008.
- 2002 — Llibre Vermell. Capella de Ministrers, Carles Magraner, dir. Licanus CDM 0201
- 2006 — Rayuela. Ensemble Rayuela.
- 2007 — Llibre Vermell. Millenarium et al., Christophe Deslignes, dir. Ricercar 260.
- 2008 — Llibre Vermell. Choeur de Chambre de Namur
- 2013 — Vermell, Diabula Rasa
- 2016 — Libre Vermeil De Montserrat. La Capella Real De Catalunya - Hesperion XXI - Jordi Savall (non è la ristampa della registrazione del 1978). Registrata il 25 novembre 2013. Alia Vox AVSA9919. CD + DVD.

## Elaborazioni
- Angelo Branduardi ha impiegato la danza Polorum Regina (fol. 24v del manoscritto) come leitmotiv del suo spettacolo La Lauda di Francesco, rivisitazione del genere laudistico medievale incentrato sulla figura di San Francesco d'Assisi.
- I Blackmore's Night hanno arrangiato la melodia di Stella splendens, abbinandola ad un nuovo testo, nel brano Locked Within The Crystal Ball, incluso nell'album Secret Voyage[2].
- La band folk-metal Diabula Rasa ha composto e arrangiato il brano Vermell (presente nell'album Ars Medioheavy del 2013) unendo due frammenti del codice, Laudemus virginem e Splendens ceptigera.
- Il brano Stella splendens appare, arrangiato in stile reggae, nell'album Kronomakia [3], di Daniele Sepe e Ensemble Micrologus.

## Risorse MIDI
- Mariam matrem virginem (MIDI file)